# Burg Drackenstein
Die Burg Drackenstein ist eine abgegangene Spornburg auf einem 658 m ü. NN Bergsporn südlich der Kirche von Unterdrackenstein, Teilort der Gemeinde Drackenstein im Landkreis Göppingen in Baden-Württemberg.
Im 14. Jahrhundert gehörte die Burg den Herren von Westernach und im 15. Jahrhundert den Herren von Westerstetten, die sich daraufhin auch als Herren von Trackenstein bezeichneten. 1589 verkaufte Eitel Fritz von Westerstetten Dorf und Burg Drackenstein an Freiherr Kaspar Bernhard von Rechberg. Noch im gleichen Jahr ging der Besitz an Graf Rudolf von Helfenstein über.
1679 wurde die Burg wegen Baufälligkeit abgebrochen. Noch um 1842 war die Burgstelle auf dem sogenannten Schloßfelsen durch Trümmerhaufen erkennbar.